# Западна Папуа
Западна Папуа (инд. Provinsi Papua Barat), једна је од 34 провинције Индонезије. Провинција се налази на острву Нова Гвинеја у источном делу Индонезије. Покрива укупну површину од 97.024 км ² и има 760.422 становника (2010). 
Већинско становништво су Меланежани и Папуанци, који су већином протестанти. У провинцију досељавају и многи муслимански Индонежани. 
Главни и највећи град је Маноквари.

## Историја
Од 1920. до 1949. године, регион је био у саставу холандске колоније под називом Холандске Источне Индије, која је обухватала данашњу Индонезију. Између 1949. и 1962. године регион је био део засебне холандске колоније под називом Холандска Нова Гвинеја, која је обухватала западни део острва Нова Гвинеја. 1962. године, ова територија долази под управу Уједињених нација, да би је 1969. године анектирала Индонезија. До 2003. године, регион је био у саставу провинције Папуа, која је обухватала цео западни део острва Нова Гвинеја, да би те године западни део провинције Папуа био издвојен у нову провинцију под називом Западна Папуа. Разлози за формирање нове провинције су били делимично етничке природе, с обзиром да она има већу концентрацију становништва које говори аустронежанске језике него остатак некадашње веће провинције Папуа.

## Демографија
| 2010.   |
| ------- |
| 760,422 |

## Галерија
- Вече изнад места Раја Апат у Западној Папуи
- Мапа провинције на острву Нова Гвинеја